# Tychius lineatulus
Tychius lineatulus är en skalbaggsart som beskrevs av Stephens 1831. Tychius lineatulus ingår i släktet Tychius, och familjen vivlar. Arten är reproducerande i Sverige.